# Évenos
Cet article possède un paronyme, voir Événos (homonymie).
Ne doit pas être confondu avec Gémenos.
Évenos [evnɔs] est une commune française située dans le département du Var en région Provence-Alpes-Côte d'Azur.

## Géographie

### Localisation
La commune comprend le village d'Évenos (communément appelé Nèbre), l'agglomération de Sainte-Anne-d'Évenos et le hameau du Broussan,.
Ses habitants sont les Ébrosiens.

### Géologie et relief
Perché sur des pentes escarpées, le vieux village est fait d'un dédale de maisons entre lesquelles s'insinuent des calades. La cité s'élève sur des coulées basaltiques issues d'un volcanisme qu'on peut considérer comme récent à l'échelle géologique (-6,5 à -5,6 Millions d'années, ce qui en fait un des volcans les plus récents de France Métropolitaine). Il s'agissait de volcanisme fissural : pas de cratère bien marqué mais des failles par lesquelles le magma s'écoulait jusqu'à la mer. On trouve encore des affleurements basaltiques du pliocène sur le sentier du littoral, entre la plage de Bonnegrâce et le Brusc, sur la commune de Six-Fours-les-Plages. La zone est connue sous le nom de coulée d'Évenos.
Au pied du village coule le Destel, un torrent encaissé dans de profondes et pittoresques gorges.

### Sismicité
La commune se trouve en zone de sismicité faible.

### Hydrographie et eaux souterraines
Évenos est traversée par une rivière, la Reppe, ainsi que par ses trois affluents, la Darbousse, la Capucine et le Destel.

### Climat
Pour des articles plus généraux, voir Climat de Provence-Alpes-Côte d'Azur et Climat du Var.
En 2010, le climat de la commune est de type climat méditerranéen franc, selon une étude du Centre national de la recherche scientifique s'appuyant sur une série de données couvrant la période 1971-2000. En 2020, Météo-France publie une typologie des climats de la France métropolitaine dans laquelle la commune est exposée à un climat méditerranéen et est dans la région climatique  Provence, Languedoc-Roussillon, caractérisée par une pluviométrie faible en été, un très bon ensoleillement (2 600 h/an), un été chaud (21,5 °C), un air très sec en été, sec en toutes saisons, des vents forts (fréquence de 40 à 50 % de vents > 5 m/s) et peu de brouillards. 
Pour la période 1971-2000, la température annuelle moyenne est de 14,4 °C, avec une amplitude thermique annuelle de 14,9 °C. Le cumul annuel moyen de précipitations est de 626 mm, avec 6,5 jours de précipitations en janvier et 1,3 jours en juillet. Pour la période 1991-2020, la température moyenne annuelle observée sur la station météorologique de Météo-France la plus proche, « Le Castellet », sur la commune du Castellet à 6 km à vol d'oiseau, est de 13,7 °C et le cumul annuel moyen de précipitations est de 689,7 mm. 
La température maximale relevée sur cette station est de 37,1 °C, atteinte le 5 août 2017 ; la température minimale est de −11 °C, atteinte le 7 mars 1971,,. 
Les paramètres climatiques de la commune ont été estimés pour le milieu du siècle (2041-2070) selon différents scénarios d'émission de gaz à effet de serre à partir des nouvelles projections climatiques de référence DRIAS-2020. Ils sont consultables sur un site dédié publié par Météo-France en novembre 2022.

## Urbanisme

### Typologie
Au 1er janvier 2024, Évenos est catégorisée petite ville, selon la nouvelle grille communale de densité à sept niveaux définie par l'Insee en 2022.
Elle appartient à l'unité urbaine de Toulon, une agglomération inter-départementale regroupant 27  communes, dont elle est une commune de la banlieue,,. Par ailleurs la commune fait partie de l'aire d'attraction de Toulon, dont elle est une commune de la couronne,. Cette aire, qui regroupe 35 communes, est catégorisée dans les aires de 200 000 à moins de 700 000 habitants,.

### Occupation des sols
L'occupation des sols de la commune, telle qu'elle ressort de la base de données européenne d’occupation biophysique des sols Corine Land Cover (CLC), est marquée par l'importance des forêts et milieux semi-naturels (88,2 % en 2018), une proportion identique à celle de 1990 (88,2 %). La répartition détaillée en 2018 est la suivante : 
forêts (57,7 %), milieux à végétation arbustive et/ou herbacée (23,9 %), espaces ouverts, sans ou avec peu de végétation (6,6 %), zones agricoles hétérogènes (4,1 %), cultures permanentes (3,7 %), zones urbanisées (2,1 %), mines, décharges et chantiers (1,8 %). L'évolution de l’occupation des sols de la commune et de ses infrastructures peut être observée sur les différentes représentations cartographiques du territoire : la carte de Cassini (XVIIIe siècle), la carte d'état-major (1820-1866) et les cartes ou photos aériennes de l'IGN pour la période actuelle (1950 à aujourd'hui).

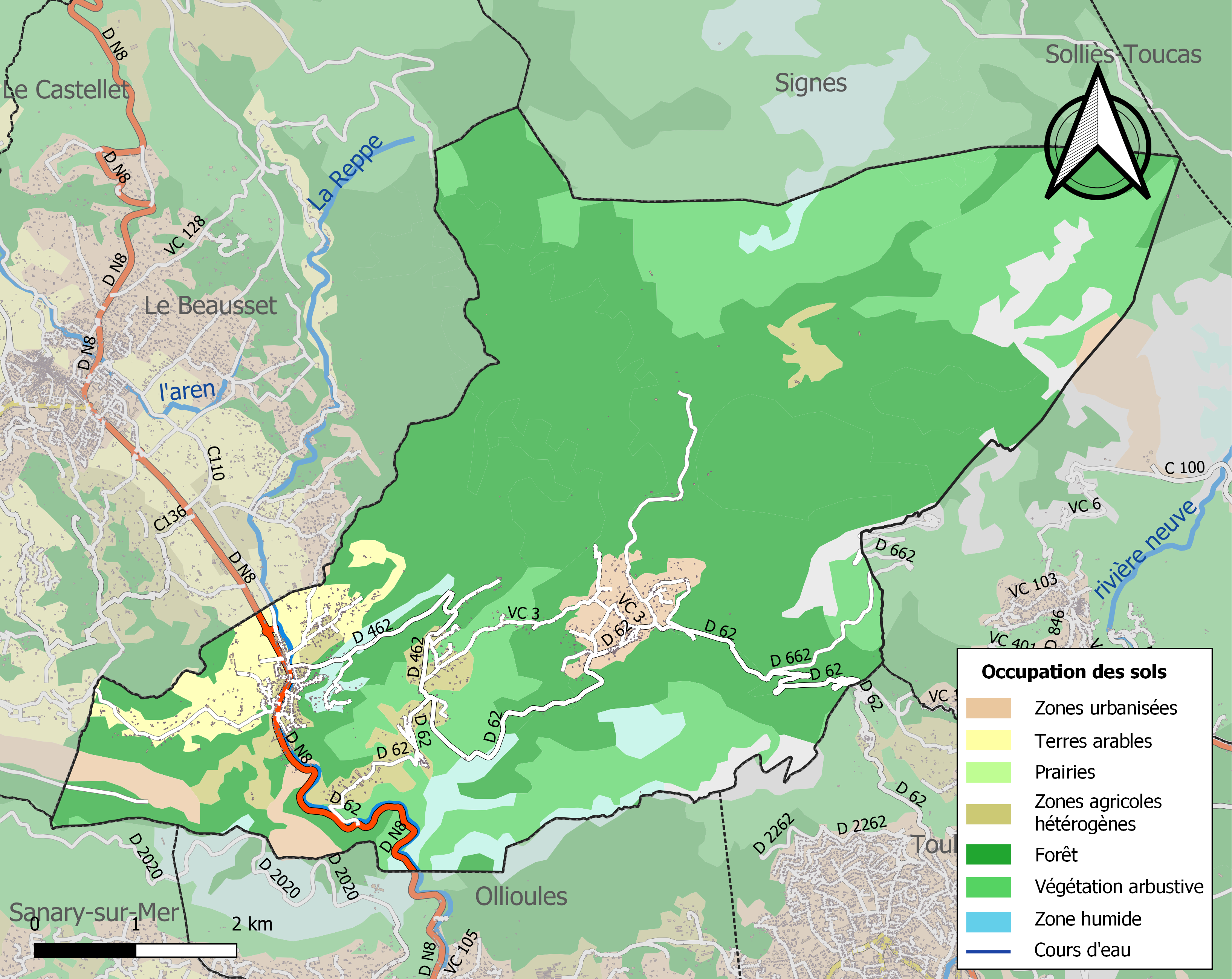
Carte des infrastructures et de l'occupation des sols de la commune en 2018 (CLC).

## Blasonnement
|  | Les armoiries d'Évenos se blasonnent ainsi : D'azur au rocher d'argent mouvant de la pointe surmonté d'une croisette adextrée d'une lettre E capitale, senestrée d'une lettre C capitale contournée et soutenue d'une lettre N capitale, le tout d'or. |

## Histoire

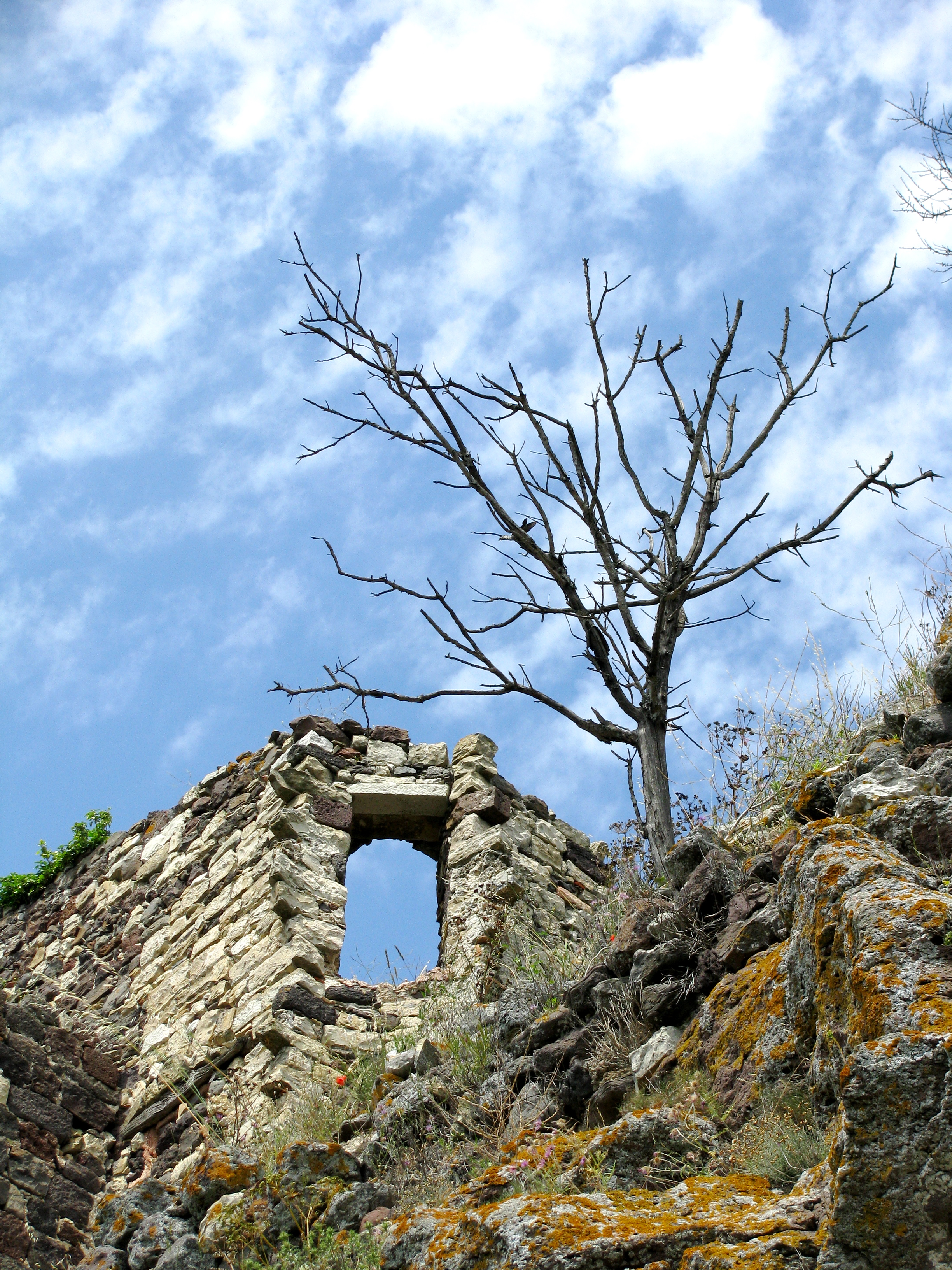
Les ruines du château.

Plusieurs siècles avant notre ère, la région était déjà habitée par des peuplades celto-ligures qui ont laissé de nombreux vestiges dans les gorges du Destel dans lesquelles était situé le village de Saint-Estève qui comprenait une importante chapelle à trois absides et une léproserie tenue par les Templiers.
Sur les vestiges d'une tour grecque, aujourd'hui en ruines, les Romains construisirent un oppidum.
Saint Louis y séjourna au retour de sa première croisade, lorsqu'il débarqua à Hyères le 10 juillet 1254,. En plusieurs fois, les Sarrasins ont détruit le village. Les habitants, venus s'installer à l'emplacement actuel d'Évenos, ont commencé au Xe siècle à construire le château féodal.
Autour de ces habitats se trouvait un deuxième rempart, en partie détruit de nos jours. Seul le chemin de ronde subsiste.
L'église fait partie du même ensemble, elle était fortifiée, on accédait à sa terrasse de défense par un escalier qui partait du chemin de ronde. Elle a été remaniée au XVIIIe siècle, où on lui a rajouté un toit et un clocher.

## Politique et administration

### Budget et fiscalité 2016
En 2016, le budget de la commune était constitué ainsi :
- total des produits de fonctionnement : 2 058 000 €, soit 942 € par habitant ;
- total des charges de fonctionnement : 1 960 000 €, soit 897 € par habitant ;
- total des ressources d'investissement : 553 000 €, soit 253 € par habitant ;
- total des emplois d'investissement : 686 000 €, soit 314 € par habitant ;
- endettement : 153 000 €, soit 701 € par habitant.

Avec les taux de fiscalité suivants :
- taxe d'habitation : 12,57 % ;
- taxe foncière sur les propriétés bâties : 17,94 % ;
- taxe foncière sur les propriétés non bâties : 72,30 % ;
- taxe additionnelle à la taxe foncière sur les propriétés non bâties : 0,00 % ;
- cotisation foncière des entreprises : 0,00 %.

Chiffres clés Revenus et pauvreté des ménages en 2014 : médiane en 2014 du revenu disponible, par unité de consommation : 22 790 €.

## Économie

### Entreprises et commerces

#### Commerces
- Les Capilotades[35].

### Politique environnementale
La commune fait partiellement partie du nouveau parc naturel régional de la Sainte-Baume, créé par décret du 20 décembre 2017.
La commune bénéficie de la station d'épuration de Toulon Ouest-Cap Sicié d'une capacité de 500 000 équivalent-habitants.

## Population et société

### Démographie

#### Évolution démographique
L'évolution du nombre d'habitants est connue à travers les recensements de la population effectués dans la commune depuis 1793. Pour les communes de moins de 10 000 habitants, une enquête de recensement portant sur toute la population est réalisée tous les cinq ans, les populations de référence des années intermédiaires étant quant à elles estimées par interpolation ou extrapolation. Pour la commune, le premier recensement exhaustif entrant dans le cadre du nouveau dispositif a été réalisé en 2007.

En 2022, la commune comptait 2 406 habitants, en évolution de +3,48 % par rapport à 2016 (Var : +4,98 %, France hors Mayotte : +2,11 %).
| 1793 | 1800 | 1806 | 1821 | 1831 | 1836 | 1841 | 1846 | 1851 |
| ---- | ---- | ---- | ---- | ---- | ---- | ---- | ---- | ---- |
| 591  | 720  | 621  | 741  | 667  | 704  | 715  | 767  | 783  |

| 1856 | 1861 | 1866 | 1872 | 1876 | 1881 | 1886 | 1891 | 1896 |
| ---- | ---- | ---- | ---- | ---- | ---- | ---- | ---- | ---- |
| 737  | 759  | 750  | 752  | 811  | 698  | 636  | 601  | 594  |

| 1901 | 1906 | 1911 | 1921 | 1926 | 1931 | 1936 | 1946 | 1954 |
| ---- | ---- | ---- | ---- | ---- | ---- | ---- | ---- | ---- |
| 581  | 642  | 603  | 601  | 614  | 570  | 560  | 553  | 572  |

| 1962 | 1968 | 1975 | 1982  | 1990  | 1999  | 2006  | 2007  | 2012  |
| ---- | ---- | ---- | ----- | ----- | ----- | ----- | ----- | ----- |
| 599  | 647  | 700  | 1 054 | 1 564 | 1 905 | 2 119 | 2 149 | 2 120 |

| 2017  | 2022  | - | - | - | - | - | - | - |
| ----- | ----- | - | - | - | - | - | - | - |
| 2 405 | 2 406 | - | - | - | - | - | - | - |

### Enseignement
Établissements d'enseignements :
- École maternelle Les Andrieux et école élémentaire Edouard-Estienne à Sainte Anne d'Evenos et une école élémentaire au Broussan
- Collèges au Beausset et à Ollioules,
- Lycées à Ollioulles.

### Cultes
Culte catholique, paroisse de Sainte-Anne, Sainte-Anne et Saint Martin d'Évenos, diocèse de Fréjus-Toulon.

## Lieux et monuments
- Église romane Saint-Martin[44].

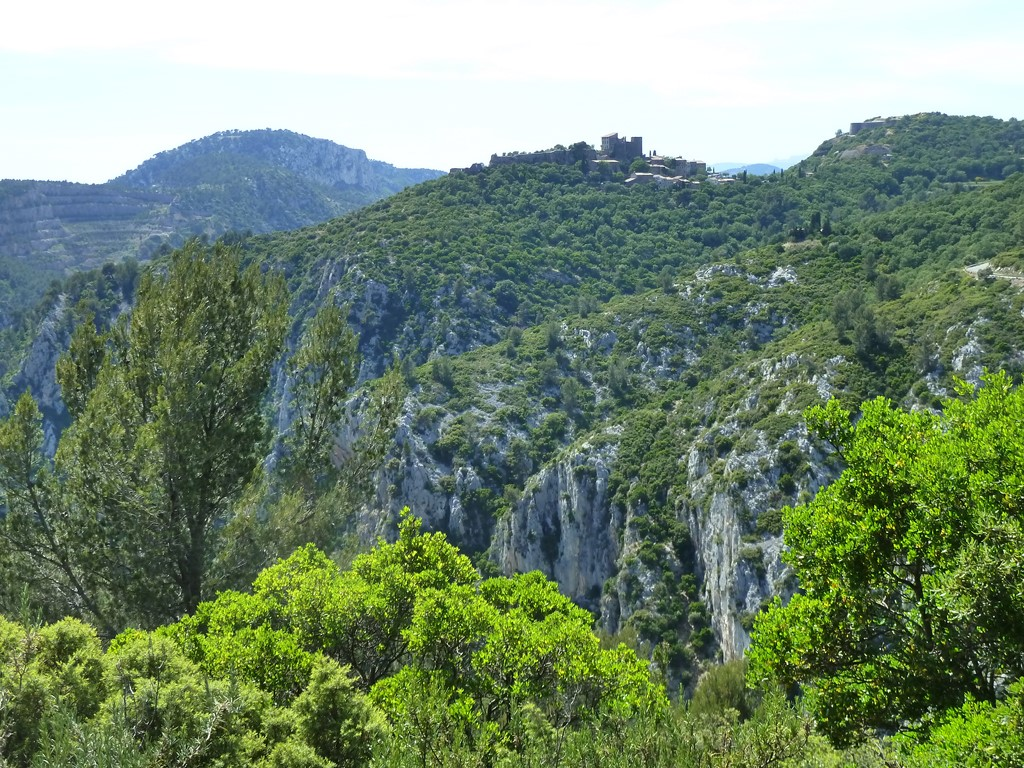
Le village d'Évenos et les gorges du Destel.

- Église Sainte-Anne de Sainte-Anne-d'Evenos.
- Monuments commémoratifs[45],[46],[47].
- Château médiéval, remanié aux temps modernes[48]. Les ruines du château datent du XIIe siècle et du tournant du XVIIe siècle.
- Le cadran solaire de Sainte-Anne d'Évenos[49].
- La table d'orientation du Vieil Evenos[50].
- Le site d'escalade du Cimaï.

## Œuvre Artistique et événement
- Le château d'Evenos apparait comme décor pour la série Draculi & Gandolfi de Guillaume Sanjorge[51].

## Personnalités liées à la commune
- Honoré d'Estienne d'Orves, résistant fusillé en 1941 au Mont-Valérien. Le domaine de sa famille couvre environ la moitié de la superficie d'Évenos[52].
- Martha Desrumaux, responsable syndicaliste à la CGT et membre dirigeante du Parti communiste, y est décédée le 30 novembre 1982[53].
- Louis Manguine, son époux, responsable syndicaliste à la CGT, y décède le même jour[53].
- Alain Cadéo (1951-2024), romancier, poète et auteur de pièces de théâtre[54] réside dans le hameau de Boussan[55].